# Mengugekidi

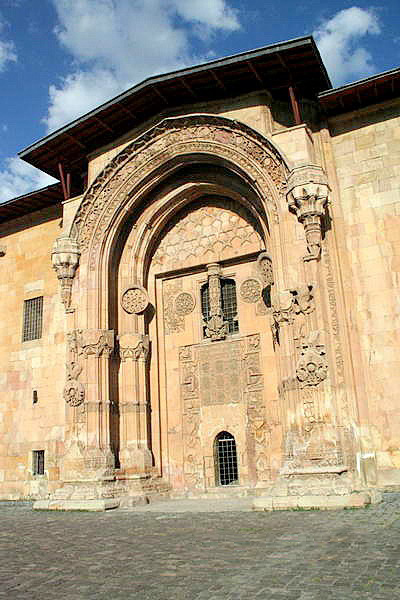
Portale della Grande Moschea di Divriği (la Ulu Cami)

La dinastia dei Mengugekidi costituì il Beilikato turco mengugekide (chiamato anche Mengüçlü o Mengujek) nell'Anatolia del XII secolo, subito dopo la Battaglia di Manzikert. Il Beilikato mengugekide quindi fu un'entità politica, creata in quello che gli storici definiscono "primo periodo", nelle regioni di Erzincan, Kemah e Divriği, nell'Anatolia orientale, riuscendo a mantenerlo in vita nei secoli XII e XIII.

## Mengücek Gazi
Assai poco si conosce dell'eponimo fondatore della dinastia, Mengücek Gazi. Egli fu probabilmente uno dei comandanti inviati dal Sultano dei Grandi Selgiuchidi, Alp Arslan, perché occupasse parti dell'Anatolia dopo la clamorosa vittoria turca a Manzikert ai danni dell'Impero bizantino e del suo Imperatore Romano IV Diogene. Il Beilikato che egli creò sembra infatti sia stato fondato proprio negli anni immediatamente seguenti alla battaglia.

## La Grande Moschea di Divriği
La dinastia mengugekide è innanzi tutto ricordata per i monumenti da essa eretti a Divriği. La Moschea di Divriği fu edificata nel 1228 da Mengücekoğlu Ahmed Shah. L'annesso centro medico, o Darüşşifa, fu costruito nel medesimo anno da Turan Melek Sultan, figlia del governante mengugekide di Erzincan, Fahreddin Behram Shah. Entrambe le costruzioni sono state incluse dall'UNESCO nella lista relativa al Patrimonio dell'umanità.